# Oron-la-Ville
Pour les articles homonymes, voir Oron.
Oron-la-Ville est une localité et une ancienne commune suisse du canton de Vaud, située dans le district de Lavaux-Oron.

## Histoire
La commune a fusionné le 1er janvier 2012 avec celles de Bussigny-sur-Oron, Châtillens, Chesalles-sur-Oron, Écoteaux, Les Tavernes, Les Thioleyres, Oron-le-Châtel, Palézieux et Vuibroye pour former la nouvelle commune d'Oron.
Les armoiries illustrées sur cette page sont celles de l’ancienne commune d’Oron-la-Ville. Elles ont changé depuis la fusion avec les autres communes. Les chiffres qui se réfèrent à l'ancienne commune ne sont plus valables non plus.

## Monuments et curiosités
L'église réformée (temple) construite par Abraham Dünz l'Aîné en 1678 est inscrite comme bien culturel suisse d'importance nationale. Elle forme un intéressant édifice de plan ovoïde qui rappelle celui de Chêne-Pâquier. La chaire sculptée qui se trouve à l'intérieur remonte à sa construction.